# Saccoloma guentheri
Saccoloma guentheri är en ormbunkeart som beskrevs av Eduard Rosenstock. Saccoloma guentheri ingår i släktet Saccoloma och familjen Saccolomataceae. Inga underarter finns listade.